# Blata L-Bajda
Blata L-Bajda est un village-faubourg de Il-Ħamrun, faisant partie du conseil local (Kunsill Lokali) de Il-Ħamrun, situé sur Malte au sud-ouest de la capitale de La Valette et compris dans la région (Reġjun) Xlokk .

## Sources
- (mt) Alfie Guillaumier, Bliet u Rħula Maltin (Villes et villages maltais), Klabb Kotba Maltin, Malte, 2005.
- (en) Juliet Rix, Malta and Gozo, Brad Travel Guide, Angleterre, 2013.
- Alain Blondy, Malte, Guides Arthaud, coll. Grands voyages, Paris, 1997.